# Tenaphalara gossampini
Tenaphalara gossampini är en insektsart som beskrevs av Yang och Li 1985. Tenaphalara gossampini ingår i släktet Tenaphalara och familjen Carsidaridae. Inga underarter finns listade i Catalogue of Life.